# Pseudapocryptes elongatus
Pseudapocryptes elongatus är en fiskart som först beskrevs av Cuvier, 1816.  Pseudapocryptes elongatus ingår i släktet Pseudapocryptes och familjen smörbultsfiskar. IUCN kategoriserar arten globalt som livskraftig. Inga underarter finns listade i Catalogue of Life.